# Liste des pays par exportation de pétrole
 (décembre 2023).

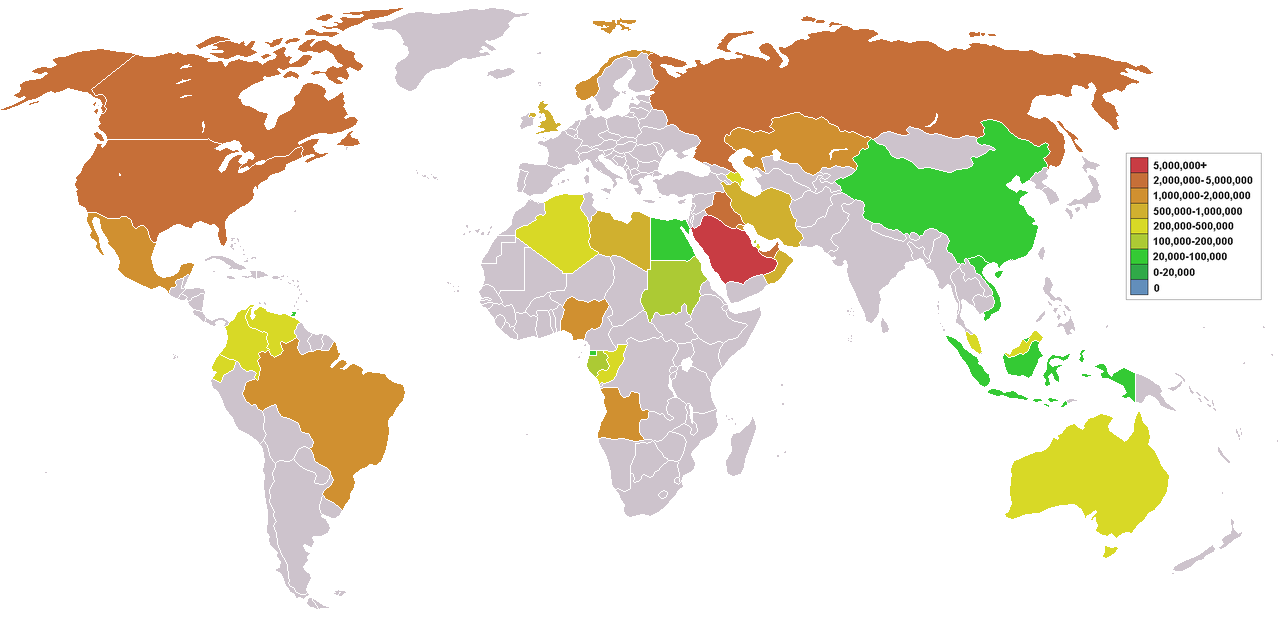
Carte montrant les pays exportateurs de pétrole en 2022.

La liste des pays par exportation de pétrole fournit le classement annuel et l'évolution de l'exportation de pétrole des différents États.
Deux unités de mesure sont couramment utilisées pour exprimer cette production, le volume est exprimé en barils par jour (bbl/j) ou milliers de barils par jour (kbbl/j), tandis que la masse l'est en tonne par an (t/an) ou en million de tonnes par an (Mt/an). La conversion d'une unité vers l'autre varie en fonction de la densité du pétrole (le brut est un mélange de plusieurs hydrocarbures, certains légers, d'autres lourds), mais une tonne d'équivalent pétrole correspond à 7,33 barils et un baril est en moyenne égal à 0,136 4 tonne, c'est-à-dire qu'une production d'un baril par jour serait équivalente à celle de 49,8 tonnes par an.
Les sources n'utilisent pas la même définition de ce qui est une exportation de pétrole. L'agence américaine EIA comptabilise le pétrole brut ainsi que les condensats, tandis que l'OPEP y regroupe les ré-exportations et les changements de volume lors du transit. À noter que de très nombreux pays réexportent des produits pétroliers une fois raffinés.

## 2010-2012
| Rangs 2010 | États                            | 2010 selon l'EIA | 2010 selon l'OPEP | 2011 selon l'OPEP (selon l'EIA) | 2012 selon l'OPEP (selon l'EIA) |
| ---------- | -------------------------------- | ---------------- | ----------------- | ------------------------------- | ------------------------------- |
| 1          | Arabie saoudite                  | 6 844,0          | 6 644             | 7 218                           | 7 557                           |
| 2          | Russie                           | 4 887,8          | 5 609             | 5 786                           | 5 857                           |
| 3          | Iran                             | 2 377,1          | 2 583             | 2 537                           | 2 102                           |
| 4          | Nigeria                          | 2 340,5          | 2 464             | 2 377                           | 2 368                           |
| 5          | Émirats arabes unis              | 2 142,1          | 2 103             | 2 330                           | 2 657                           |
| 6          | Angola                           | 1 928,1          | 1 683             | 1 543                           | 1 663                           |
| 7          | Irak                             | 1 913,9          | 1 890             | 2 166                           | 2 423                           |
| 8          | Venezuela                        | 1 645,0          | 1 562             | 1 553                           | 1 725                           |
| 9          | Norvège                          | 1 601,5          | 1 605             | 1 423 (1 422,9)                 | 1 303 (1 302,8)                 |
| 10         | Mexique                          | 1 460,2          | 1 459             | 1 420 (1 420,7)                 | 1 333 (1 332,7)                 |
| 11         | Canada                           | 1 449,0          | 1 388             | 1 688 (1 683,6)                 | 1 757 (1 755,7)                 |
| 12         | Kazakhstan                       | 1 406,1          | ?                 | ?                               | ?                               |
| 13         | Koweït                           | 1 395,0          | 1 430             | 1 816                           | 2 070                           |
| 14         | Libye                            | 1 378,3          | 1 118             | 300                             | 962                             |
| 15         | Qatar                            | 1 106,1          | 586               | 588                             | 588                             |
| 16         | Algérie                          | 1 096,9          | 709               | 698                             | 809                             |
| 17         | Azerbaïdjan                      | 907,5            | ?                 | ?                               | ?                               |
| 18         | Royaume-Uni                      | 740,0            | 741               | 563 (562,9)                     | 576 (576,4)                     |
| 19         | Oman                             | 705,1            | 745               | 738                             | 768                             |
| 20         | Brésil                           | 619,1            | ?                 | ?                               | ?                               |
| 21         | Colombie                         | 483,8            | 482               | 399                             | 315                             |
| 22         | Soudan                           | 389,0            | ?                 | ?                               | ?                               |
| 23         | Équateur                         | 341,7            | 340               | 334                             | 358                             |
| 24         | Indonésie                        | 338,1            | 356               | 301                             | 300                             |
| 25         | Guinée équatoriale               | 319,1            | ?                 | ?                               | ?                               |
| 26         | Australie                        | 314,1            | 314               | 272 (271,9)                     | 263 (261,3)                     |
| 27         | République du Congo              | 287,5            | 180               | 145                             | 115                             |
| 28         | Malaisie                         | 244,9            | 369               | 260                             | 268                             |
| 29         | Gabon                            | 225,2            | 158               | 127                             | 102                             |
| 30         | Viêt Nam                         | 214,7            | 153               | 104                             | 110                             |
| 31         | Yémen                            | 175,1            | ?                 | ?                               | ?                               |
| 32         | Danemark                         | 155,1            | ?                 | ? (146,8)                       | ? (128,4)                       |
| 33         | Syrie                            | 152,4            | 149               | 114                             | -                               |
| 34         | Brunei                           | 147,9            | 161               | 170                             | 179                             |
| 35         | Tchad                            | 125,7            | ?                 | ?                               | ?                               |
| 36         | Argentine                        | 90,9             | ?                 | ?                               | ?                               |
| 37         | Timor oriental                   | 87               | ?                 | ?                               | ?                               |
| 38         | Égypte                           | 85               | 87                | 83                              | 91                              |
| 39         | Tunisie                          | 77,9             | ?                 | ?                               | ?                               |
| 40         | Trinité-et-Tobago                | 75,3             | 44                | 40                              | 31                              |
| 41         | Chine                            | 60,6             | 40                | 51                              | 49                              |
| 42         | Cameroun                         | 55,6             | 79                | 68                              | 58                              |
| 43         | Nouvelle-Zélande                 | 47,2             | ?                 | ? (45,4)                        | ? (35,5)                        |
| 44         | États-Unis                       | 41,6             | 44                | 47 (47,0)                       | 60 (67,4)                       |
| 45         | Turkménistan                     | 35,3             | ?                 | ?                               | ?                               |
| 46         | Côte d'Ivoire                    | 32,1             | ?                 | ?                               | ?                               |
| 47         | Papouasie-Nouvelle-Guinée        | 28,4             | ?                 | ?                               | ?                               |
| 48         | Thaïlande                        | 27,2             | ?                 | ?                               | ?                               |
| 49         | République démocratique du Congo | 22,2             | ?                 | ?                               | ?                               |
| 50         | Philippines                      | 20,0             | ?                 | ?                               | ?                               |
| 51         | Pérou                            | 18,9             | ?                 | ?                               | ?                               |
| 52         | Allemagne                        | 14,2             | ?                 | ? (7,5)                         | ? (3,9)                         |
| 53         | Guatemala                        | 10,9             | ?                 | ?                               | ?                               |
| 54         | Pays-Bas                         | 10,2             | ?                 | ? (7,9)                         | ? (11,0)                        |
| 55         | Albanie                          | 8,9              | ?                 | ?                               | ?                               |
| 56         | Mauritanie                       | 7,3              | ?                 | ?                               | ?                               |
| 57         | Italie                           | 6,3              | ?                 | ? (8,8)                         | ? (14,6)                        |
| 58         | Mongolie                         | 5,6              | ?                 | ?                               | ?                               |
| 59         | Pologne                          | 4,2              | ?                 | ? (5,9)                         | ? (4,2)                         |
| 60         | Roumanie                         | 1,6              | ?                 | ?                               | ?                               |
| 61         | France                           | 0                | ?                 | ? (4,0)                         | ? (0)                           |

| Groupes d'États         | 2010     | 2010     | 2011     | 2012     |
| ----------------------- | -------- | -------- | -------- | -------- |
| OPEP                    | 24 509,2 | 23 112,1 | 23 457,4 | 25 281,4 |
| Moyen-Orient            | 16 811,2 | 16 322   | 17 742   | 18 446   |
| Afrique                 | 8 371,2  | 6 613    | 5 355    | 6 182    |
| OCDE                    | 5 846,6  | 4 772    | 5 662    | 5 798    |
| Union européenne (à 27) | 961,1    | ?        | ?        | ?        |
| Monde                   | 42 769,0 | 38 158   | 38 854   | 40 452   |

### Note
1. ↑  Le volume (exprimé en barils) pour une tonne varie selon la densité du produit pétrolier : il faut 5,51 barils de coke de pétrole pour faire une tonne, ou 6,06 barils d'asphalte, 6,30 de lubrifiant, 6,66 de fioul lourd, 7,14 d'huile de paraffine, 7,73 de kérosène, 8,22 de naphta, 8,50 de white spirit, 8,53 d'essence, 10,4 de GNL et 11,6 de GPL[1].